# Мисливці за скарбами
«Мисливці за скарбами» (англ. Lost City Raiders) — американсько-німецько-австрійський фантастичний телефільм-катастрофа 2008 р. сценариста та режисер Жана де Сегонзака. Головні ролі виконали Джеймс Бролін, Йєн Сомерхолдер, Бен Кросс, Джеймі Кінг, Елоді Френк і Беттіна Циммерманн.

## Сюжет
2048 рік. Глобальне потепління викликало світове затоплення. Рівень води піднявся до максимуму, більшість міст у всіх країнах ризикують бути змитими з лиця землі. Ватикан вважає, що існує легендарний скіпетр Собека, єгипетського бога води, який дав Мойсею владу над водою. З метою уникнення другого світового потопу Кардинал Баталья (Міхаель Мендл) вдається до допомоги Джона Кубіака (Джеймс Бролін), який разом з синами Джеком (Ієн Сомерхолдер) і Томасом (Джеймі Кінг), використовуючи потоп, займаються пошуками затонулих цінних предметів.
Про існування скіпетра знає також Ніколас Філімонов (Бен Кросс), відомий мільярдер, який хоче отримати його для своїх цілей: керуючи скіпетром, він підніме рівень води ще вище, скупить всі землі за мінімум, а після опустить рівень води. Родині Кубіаків допомагають Джованна (Беттіна Ціммерманн), колишня дівчина Джека, і Сара (Елоді Френк). Після смерті Джона вони надають впевненості синам у правильності того, що вони роблять. 
У той час як Кардинал налаштований інакше і всіма силами намагається перешкодити, вважаючи, що це призведе до незворотних наслідків, команда виявляє, що може активувати давню камеру, що дозволить викликати зниження паводкових вод. Фільм закінчується тим, що команда разом вечеряє і переглядає карту з решти тридцяти однієї камери, куди вони повинні відправитися.

## Ролі
- Джеймс Бролін — Джон Кубіак
- Ієн Сомерхолдер — Джек
- Беттіна Ціммерманн — Джованна Бекер
- Джеймі Кінг — Томас
- Елоді Френк — Сара
- Міхаель Мендл — Кардинал Баталья
- Бен Кросс — Ніколас Філімонов

## Виробництво
Німецький комерційний телеканал ProSieben, американська мережа кабельного телебачення Sci Fi Channel, австрійська виробнича компанія Tandem Communications стали продюсерами фільму. Його бюджет склав 6 млн. дол. США. 
Про фільм вперше оголошено в березні 2006 р. Протягом декількох тижнів після оголошення виробництва фільм уже був попередньо проданий в Німеччині, Франції та Іспанії.
Спочатку зйомки мали розпочатися влітку 2006-го, але були відкладені до квітня 2008 р.
90-хвилинний фільм призначений для трасляції у двох частинах. Усесвітній телевізійний дебют стався 31 жовтня 2008 р. у Німеччині. Дебютував на Sci Fi Channel 22 листопада 2008-го.

## Критика
Рейтинг фільму на сайті IMD — 4,0/10, Rotten Tomatoes — 20% оцінка аудиторії.